# Taltidning
En taltidning är en tidning som utges i uppläst form istället för på tryck. Målgruppen är oftast synskadade, men kan även rikta sig till personer som har tid att lyssna men inte läsa, exempelvis chaufförer eller andra med liknande yrken. Cirka 50 olika taltidningar ges ut i Sverige, ofta rör det sig om läns- eller lokaltidningar. En del av utgivarna av taltidningar i Sverige är anslutna till Taltidningsproducenternas förening.